# Птица (фараон)
Хор Птица или Хор Ба («Хор — Высокий Рукой») — условное имя фараона I династии Раннего царства Древнего Египта, предположительно правившего в 2850-е годы до нашей эры.

## Имя

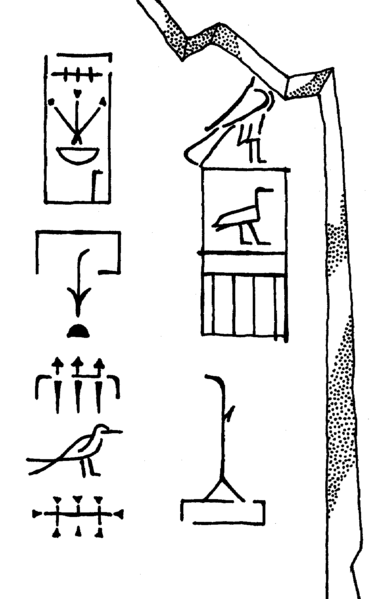
Барельеф в пирамидальном комплексе Джосера в Саккаре, повествующий о фараоне Птице

Известен под именем «Птица», данным ему египтологами. Настоящее имя фараона неизвестно из-за невозможности на плохо сохранившемся артефакте прочитать иероглифы. Таким образом, большинство египтологов, в том числе Вольфганг Хельк и Петер Каплони, читает имя фараона как «Хор Са» или «Хор Геб». По другому мнению, среди сторонников которого египтолог Набиль Свелим, имя фараона читается как «Хор Ба» (Душа Гора).

## Сведения
Об этом правителе почти ничего не известно из-за скудости артефактов. Его возможное родство и семейная принадлежность столь же непонятны и спорны, как его позиция в хронологии ранних династиях.
О Птице известно благодаря трём остраконам, черепку R.T.II pl.8A,6, найденному Флиндерсом Питри в абидосской гробнице фараона Каа, двум поцарапанным осколкам P.D.IV n.97 и P.D.IV n.108 из Саккары. Поскольку на сохранившихся фрагментах имеются изображения строений, некоторые египтологи (например, Петер Каплони) считают, что Птица недолго правил после Каа. В то же время существовал фараон Сенеферка, который хронологически помещается между Каа и Хотепсехемуи. Возможно между Птицей и Сенеферка существовала борьба за власть, а Хотепсехемуи пошёл войной против обоих и одержал победу. Имена Птицы и Сенеферка не появляются в поздних списках правителей.